# Коммунистическая академия
Коммунистическая академия (сокр. Комакадемия) — высшее учебное заведение, а также научно-исследовательское учреждение РСФСР и СССР. Включала научные институты философии, истории, литературы, искусства и языка, советского строительства и права, мирового хозяйства и мировой политики, экономики, аграрный, институты естествознания, в том числе Биологический институт имени К. А. Тимирязева, ряд секций, комиссий и обществ (в том числе общества биологов-марксистов, врачей-марксистов-ленинцев, математиков-марксистов). Действовала в 1918—1936 годах.
Располагалась в Москве на улице Волхонке, 14, где сейчас располагается один из отделов ГМИИ им. Пушкина — Галерея искусства стран Европы и Америки XIX—XX веков.

## История
Была организована декретом ВЦИК РСФСР 25 июня 1918 года в Москве как Социалистическая академия общественных наук и открыта для слушателей 1 октября 1918 года. 15 апреля 1919 года была переименована в Социалистическую академию, а 17 апреля 1924 года — в Коммунистическую академию.
2 октября 1918 года декретом ВЦИК при Социалистической академии была создана Библиотека, на базе которой в 1969 году образован Институт научной информации по общественным наукам РАН.
Социалистическая академия общественных наук была задумана как мировой центр социалистической мысли. В первый её состав были избраны, наряду с советскими деятелями (Троцкий, Зиновьев, Каменев, Бухарин, Бонч-Бруевич, Крупская, Коллонтай, Луначарский), крупнейшие зарубежные марксисты К. Либкнехт, Р. Люксембург, Ф. Меринг и др. (в 1919 году оттуда были исключены Карл Каутский, Фридрих Адлер, а также ряд левых эсеров). Председателем Академии стал М. Н. Покровский. В состав этого учреждения входили две секции: учебно-просветительская и научно-академическая; первая вначале явно преобладала, к началу 1919 года количество слушателей приближалось к трем тысячам. Разгоревшаяся гражданская война обусловила свертывание этой деятельности. Социалистическая академия возобновила активную деятельность уже после окончания гражданской войны, постепенно превращаясь в научное учреждение.
С 1922 года академией издавался журнал «Вестник Социалистической академии», переименованный одновременно с самой академией в 1924 году в «Вестник Коммунистической академии», последний выпуск которого вышел в сентябре 1935 года.
В 1925 году Совнарком СССР принял постановление «Об учреждении премии имени В. И. Ленина за научные работы». Ежегодное присуждение премий поручалось производить специальной Комиссии по Ленинским премиям, учрежденной при Коммунистической академии. Эти премии присуждались в 1926—1934 годах.
Постановлением Президиума ЦИК СССР от 19 марта 1926 года Коммунистическая академия была передана в ведение ЦИК СССР. Новый устав Коммунистической академии был утвержден ЦИК СССР 26 ноября 1926 года. Устав закрепил положение академии как высшего всесоюзного научного учреждения, имеющего целью изучение и разработку вопросов обществоведения и естествознания, а также вопросов социалистического строительства на основе идей марксизма-ленинизма.
В 1929—1930 годах была проведена реорганизация Коммунистической академии, в её состав были включены институты Российской Ассоциации научно-исследовательских институтов общественных наук (РАНИОН). На основе слияния Философской секции с Институтом научной философии (РАНИОН) в 1929 году был образован Институт философии Коммунистической академии. В том же году было организовано Ленинградское отделение Коммунистической академии.
После смерти Покровского в 1932 году председателем Президиума Коммунистической Академии становится М. А. Савельев. В течение первой половины 1932 года от Коммунистической Академии отошли все учреждения естественнонаучного профиля, была ликвидирована Ассоциация институтов естествознания.
Постановлением СНК СССР и ЦК ВКП(б) от 7 февраля 1936 года «О ликвидации Коммунистической академии и передаче её институтов и учреждений в Академию наук СССР» параллельное существование Академии наук и Коммунистической Академии было признано нецелесообразным, учреждения Коммунистической Академии были переведены в Академию наук СССР.

## Структура
Структура Коммунистической академии неоднократно изменялась. В 1931 году в составе Коммунистической академии насчитывалось 9 отдельных институтов, Ассоциация естествознания, 9 научных журналов и 16 марксистских обществ.
К началу 1934 года в систему Коммунистической академии входили следующие учреждения:
- Институт экономики (сейчас — Институт экономики РАН);
- Аграрный институт;
- Институт советского строительства и права;
- Институт мирового хозяйства и мировой политики;
- Институт философии;
- Институт истории;
- Институт литературы и искусства.

А также действовало Общество историков-марксистов, Общество аграрников-марксистов, Общество марксистов-государственников и др. При Президиуме действовала общеакадемическая Библиотека.

## Журналы
Коммунистическая академия и её институты издавали следующие журналы:
- Вестник Коммунистической академии
- Проблемы экономики
- Советская торговля
- Историк-марксист
- Советское государство
- Мировое хозяйство и мировая политика
- Под знаменем марксизма
- Конъюнктура мирового хозяйства
- Борьба классов
- История пролетариата СССР
- На аграрном фронте
- Революция права
- Революция и национальности
- Естествознание и марксизм
- Литература и искусство

## Известные сотрудники
- Агол, Израиль Иосифович — с 1928 года директор Биологического института им. К. А. Тимирязева
- Богданов, Александр Александрович — в 1918—1922 годах член Президиума Коммунистической академии
- Варга, Евгений Самуилович — с 1927 года директор Института мирового хозяйства и мировой политики
- Вебер, Георгий Карлович — заведующий отделом иностранного комплектования библиотеки академии
- Деборин, Абрам Моисеевич — директор Института философии
- Дерман, Генриетта Карловна — директор библиотеки Комакадемии (1923—1934)[6]
- Фриче, Владимир Максимович — Директор Литературного института
- Кольман, Эрнест Яромирович — с 1930 года возглавлял Ассоциацию институтов естествознания
- Леонов, Пётр Васильевич
- Пашуканис, Евгений Брониславович — с 1927 года действительный член Коммунистической академии, затем член её президиума и вице-президент, с 1931 года директор Института советского строительства и права
- Покровский, Михаил Николаевич — председатель Президиума Коммунистической академии, руководитель Института истории, председатель Общества историков-марксистов
- Тимирязев, Климент Аркадьевич — действительный член.
- Усиевич, Елена Феликсовна — заместитель директора Института литературы и искусства
- Шмидт, Отто Юльевич — руководитель Секции естественных и точных наук

## Уточнения
1. ↑  Правда, 8.02.1936